# Plan dla wsi
Plan dla wsi – polski wieloletni plan gospodarczy w obszarze rolnictwa ogłoszony przez premiera Mateusza Morawieckiego i ministra Jana Krzysztofa Ardanowskiego 8 sierpnia 2018 w gospodarstwie Anny i Jacka Szarszewskich w Głogowie (województwo kujawsko-pomorskie).

## Założenia
Główne założenia planu to:
- większe dofinansowanie paliwa rolniczego,
- utworzenie Narodowego Holdingu Spożywczego,
- zwiększenie sprzedaży bezpośredniej i rolniczego handlu detalicznego,
- zwiększenie pomocy w wytwarzaniu krajowej żywności wysokiej jakości,
- wsparcie rolnictwa w terenach górskich,
- przeciwdziałanie suszy,
- zastępowanie zagranicznego białka paszowego polskim,
- rozwijanie odnawialnych źródeł energii w rolnictwie[1][2].

Plan, wypracowany po konsultacjach ze środowiskiem rolniczym, będzie doprecyzowywany i rozwijany w zależności od potrzeb.